# Acace de Constantinople
Pour les articles homonymes, voir Acace.
Acace (en grec Ὰκάκιος, en latin Acacius), dont la date de naissance est inconnue, fut patriarche œcuménique de Constantinople de 471 à 489. Il avait d’abord été directeur de l’orphelinat de Constantinople avant d’être élevé au trône patriarcal comme successeur du patriarche Gennade. Après s’être opposé à l’usurpateur Basiliskos (475-476), il continua sous l’empereur Zénon la politique traditionnelle consistant à faire alliance avec Rome contre Alexandrie dont il déposa le patriarche monophysite Pierre Mongos. Réalisant toutefois l’importance de l’unité des provinces orientales pour l’empire, il rétablit Pierre Mongos et composa pour l’empereur Zénon l’Henotikon (482), compromis susceptible, pensait-il, de rallier chalcédoniens et monophysites. Ceci devait conduire à sa condamnation par Rome (484) et au schisme acacien. Ce schisme prit fin en 519 avec l’avènement de Justin Ier qui révoqua l’Henotikon pendant le pontificat du pape Hormisdas.

## Premières années et nomination comme évêque

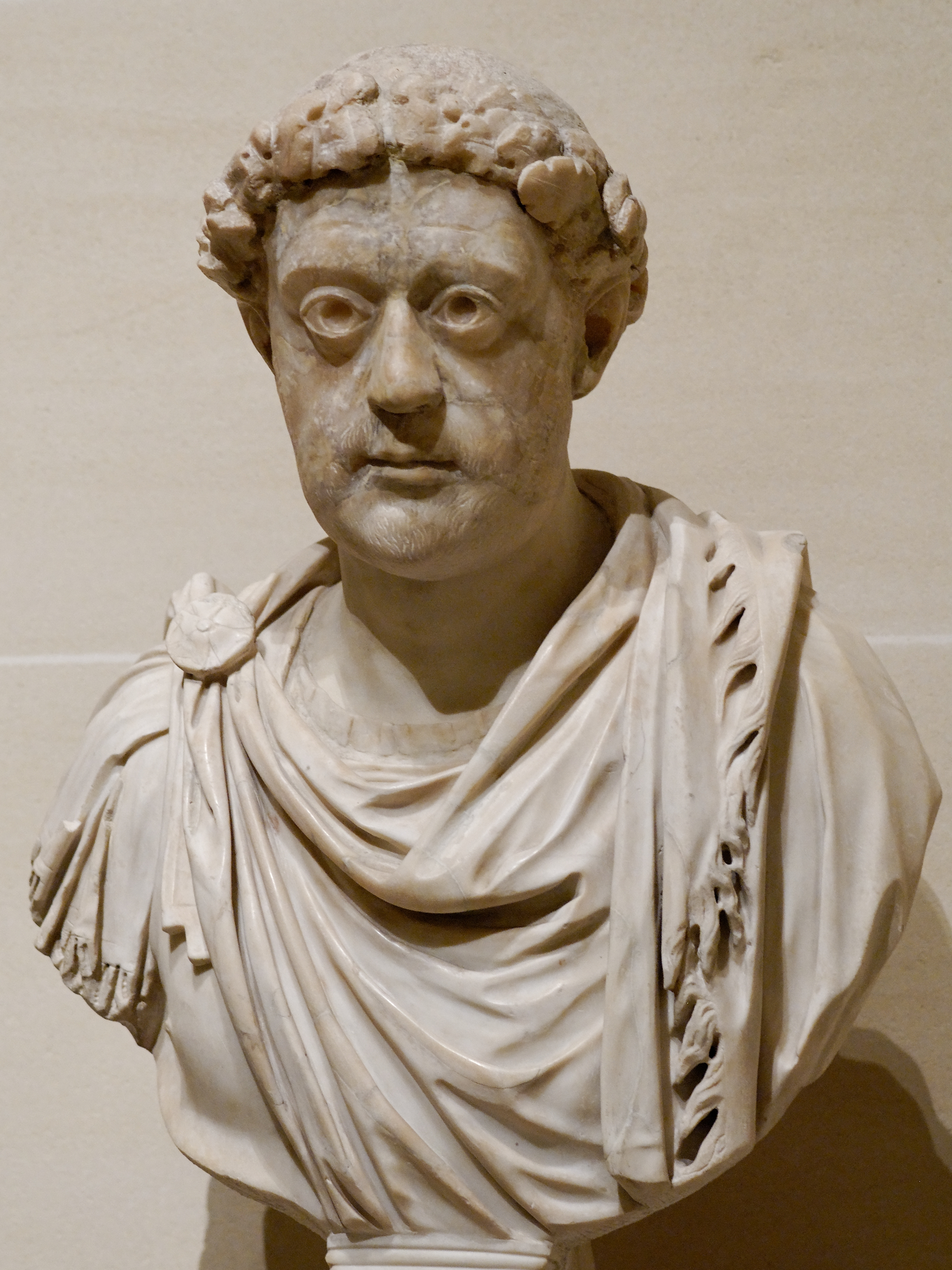
L'empereur Léon Ier (empereur byzantin) reconnut les grands talents d'Acace dont il fit le patriarche de Constantinople.

Acace commença sa carrière comme orphanotrophos, ou directeur de l’orphelinat de Constantinople, institution charitable ecclésiastique qu’il dirigea avec un remarquable succès. La Souda le décrit comme jouissant d’une personnalité forte et engageante, capable de tourner toute circonstance à son avantage. De manières élégantes et distinguées, il savait se montrer généreux ; il était courtois dans son discours et montrait un certain penchant pour la pompe ecclésiastique.
Son talent le porta à l’attention de l’empereur Léon Ier (emp. 457 – † 474), sur qui il exerça une influence déterminante grâce à ses dons d’homme de cour consommé qui lui valurent de succéder au patriarche Gennade Ier à la mort de celui-ci en 471. Les premières années de son patriarcat se passèrent sans fait à signaler jusqu’à ce que l’usurpateur Basiliskos s’empare du pouvoir.

## Opposition à Basiliskos et au patriarche Élure
Frère de Vérine, femme de l’empereur Léon Ier, le général Flavius Basiliscus réussit à prendre le pouvoir en 475, en exploitant l’impopularité de Zénon, le successeur de Léon Ier. Durant son court règne (475-476), Basiliskos s’aliéna l’Église et le peuple de Constantinople en appuyant la position monophysite contre l’orthodoxie chalcédonienne, se gagnant ainsi la sympathie des populations d’Égypte et de Syrie, mais s’aliénant la population de la capitale largement chalcédonienne. Il y fut poussé par le patriarche anti-chalcédonien d’Alexandrie, Timothée Élure (ou Timothée le Chat), qui résidait alors dans la capitale impériale. Celui-ci réussit à convaincre Basiliskos de publier une encyclique (egkyklios) ou décret impérial condamnant les enseignements du concile de Chalcédoine.
Au départ, Acace semble avoir hésité à se joindre aux quelque 700 évêques d’Asie qui avaient apposé leur signature sur l’encyclique. Mais averti par une lettre du pape Simplice (pape 468 à 483), lui-même informé par le parti des moines, il se jeta avec force dans la controverse. Il se joignit au mouvement dirigé par Daniel le Stylite qui descendit de sa colonne pour combattre les théories d’Eutychès sur l’Incarnation. Ce changement d’attitude lui valut le revirement en sa faveur de la population de la capitale ainsi que l’appui du parti monastique d’Orient. Bientôt, une nouvelle lettre du pape Simplice, le félicitant de son zèle, lui montra qu’il avait fait le bon choix,,. 
Se sentant battu, Basiliskos tenta, mais trop tard, de rétablir l’orthodoxie : l’empereur Zénon (emp. 474 – début 475 et 476 - 491) regagna son trône pratiquement sans opposition. La tradition veut que ce soit Acace lui-même qui ait livré Basiliskos à Zénon alors qu’il avait cherché refuge dans son église. Pendant un court laps de temps, la paix revint ; pape, empereur et patriarche unirent leurs efforts pour lutter contre les monophysites.

## Lutte contre Pierre Monge et Jean Talaia

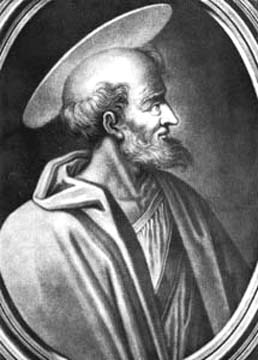
Le pape Simplice passa la majeure partie des 15 années de son pontificat à lutter contre le monophysisme.

À Antioche, l’empereur Zénon fit déposer le patriarche monophysite Pierre le Foulon. Son remplaçant, Étienne, mourut assassiné et fut remplacé par Calendion qui fut consacré à Constantinople par Acace mais ne put prendre possession de son siège que grâce à l’armée. À Alexandrie, Timothée Élure mourut le 31 juillet 477 et fut remplacé le même jour par Pierre Monge, également monophysite. Le pape protesta contre cette nomination d’un non-chalcédonien. L’empereur Zénon pour sa part imposa par la force (4 septembre) le rétablissement de Timothée Salophaciole, un pro-chalcédonien que les monophysites avaient renversé en 475 ; Pierre Monge dut s’exiler. Six ans plus tard, Salophaciole, sentant sa fin venir, dépêcha un autre chalcédonien, Jean Talaia, à Constantinople pour s’assurer de l’appui de l’empereur. Acace pour sa part prit le parti de Pierre Monge qui se disait capable de réunir chalcédoniens et monophysites.
Le patriarche Acace vit dans ces évènements l’occasion qu’il attendait depuis longtemps de revendiquer la primauté d’honneur et de juridiction sur l’ensemble des Églises d’Orient et de s’émanciper ainsi non seulement d’Alexandrie, d’Antioche et de Jérusalem, mais également de Rome. Devenu le bras droit de l’empereur Zénon, il suggéra à ce dernier de prendre le parti de Pierre Monge en dépit de l'opposition déterminée du pape et il envoya des représentants discuter d’une réunion de toutes les Églises d’Orient,.

## L’Henotikonet le schisme d’Acace
En 482, le patriarche rédigea, à la demande de l’empereur Zénon, un texte, l’Henotikon (acte d’union), qui se voulait à la fois un credo et un compromis acceptable tant aux monophysites qu’aux chrétiens orthodoxes. Ce texte fut promulgué sans l'approbation du pape ou d'un synode d'évêques. Tous les évêques d'Orient devaient le contresigner sous peine de déposition et d'exil. Il comportait essentiellement trois points :
- la condamnation des thèses d'Eutychès et de Nestorius ;
- l'approbation explicite des douze anathèmes de Cyrille d'Alexandrie ;
- en revanche, il passait sous silence l’enseignement de Chalcédoine, affirmant simplement que Jésus-Christ était « le Fils unique de Dieu… un et non deux », sans faire référence à Sa double nature[11],[3],[6].

Pierre Monge accepta l’Henotikon dans lequel il voyait un acte d’annulation du concile de Chalcédoine et fut confirmé dans son siège. En revanche, Jean Talaia s’y refusa et alla se réfugier à Rome où sa cause fut épousée avec vigueur par le pape Simplice qui exhorta le patriarche Acace à mettre un frein à la diffusion de l’hérésie, particulièrement à Alexandrie. Acace ne donna aucune suite à ces lettres et le pape Simplice mourut peu après,,.
Son successeur, Félix III (pape 483 – † 492), reprit la cause de Talaia et envoya deux évêques, Vitalis et Misenus, à Constantinople munis de lettres destinées respectivement à l’empereur et au patriarche, exigeant que ce dernier se rende à Rome répondre des accusations portées contre lui par Talaia. Toutefois, le charme d’Acace opéra à nouveau et l’on vit les deux évêques recevoir la communion de ses mains. Ils durent repartir vers l’Italie en 484 dans le plus grand embarras.
Ils y furent immédiatement déposés et condamnés ; Pierre Monge fut à nouveau anathématisé alors qu’Acace fut condamné par le pape pour avoir péché contre le Saint-Esprit et l’autorité apostolique (Habe ergo cum his… portionem S. Spiritus judicio et apostolica auctoritate damnatus) et de ce fait excommunié à jamais (nunquamque anathematis vinculis exuendus),,,.  
On dépêcha un autre prélat du nom de Titus à Constantinople pour livrer en mains propres la double excommunication. Mais Titus, comme ses prédécesseurs, tomba lui aussi sous l’étrange magnétisme qu’exerçait Acace et changea de camp. Le patriarche, pour sa part, non seulement refusa de recevoir les lettres du pape, mais encore répliqua en effaçant le nom du pape des diptyques de Constantinople. Les menaces du pape restèrent sans effet, la plupart des chrétiens d’Orient demeurant en communion avec le patriarche de Constantinople.
Talaia abandonna la bataille et devint évêque de Nola pendant que l’empereur et son patriarche intensifiaient leurs pressions pour faire accepter l’Henotikon partout en Orient. Selon diverses sources (probablement biaisées), Acace se livra à des actions particulièrement violentes contre ses vieux ennemis, les moines. La condamnation personnelle dont il faisait l’objet de la part du pape fut renouvelée, cette fois au nom du concile de Chalcédoine, de telle sorte que le schisme fut complet en 485. Acace devait mourir sans se repentir en 489 ; il fut suivi peu après par Pierre Monge en 490 et par l’empereur Zénon en 491,.

## Suite et fin du schisme
Le pontificat de son successeur, Fravitas, ne dura que quelques mois, de décembre 489 à mars 490. Dès son avènement, il adressa une lettre synodique. Lorsqu'il était élu, un nouveau patriarche devait envoyer une telle lettre à ses collègues, qui était en fait une déclaration de foi qui ne satisfit ni le pape, ni Pierre Monge ; Fravitas mourut sans avoir reçu de réponse. Son propre successeur, Euphème, partisan du concile de Chalcédoine, rompit avec le patriarche d’Alexandrie qui avait accepté l’Henotikon ; l’œuvre d’Acace commençait déjà à s’écrouler. Le pape se montra intraitable : il exigeait, non seulement que l'Henotikon fût abrogée, mais qu'Acace fût rayé des diptyques comme hérétique, ce qui était délicat à Constantinople où les personnes baptisées ou ordonnées par Acace auraient été mises dans l’embarras. 
L'empereur Zénon mourut le 9 avril 491. On choisit pour lui succéder un homme d’une grande piété, Anastase, qui sympathisait avec les monophysites et se méfiait dès lors du patriarche. L’hostilité était par ailleurs réciproque et le patriarche refusa de couronner l’empereur à moins que celui-ci ne signe un document par lequel il s’engageait à maintenir l’intégrité de la foi et les enseignements de Chalcédoine,. Au printemps 496, l'empereur parvint à réunir dans la capitale un synode d'évêques qui proclama la déchéance d'Euphème, lequel dut s’exiler aux Euchaïta, dans la province du Pont et mourir en 515.
Le successeur d’Euphème, Macédonius II, dut au moment de son intronisation adhérer expressément à l'Henotikon, ce qui lui attira l'hostilité des partisans du concile de Chalcédoine. Toutefois, quelques mois après son avènement, il réunit un synode qui réaffirma solennellement la validité du concile de Chalcédoine ; ce geste d’apaisement ne lui rallia ni le pape, ni les moines traditionnellement fidèles à Chalcédoine, ni l’empereur. 
Au début de son règne, Anastase, fidèle à sa promesse, tenta de maintenir une stricte neutralité entre les deux camps. Mais devant l’agitation qui gagnait la Syrie et la Palestine, ses sympathies monophysites se firent de plus évidentes et ses rapports avec le patriarche de plus en plus tendus. À son instigation, un concile réuni en 511 déposa le patriarche qui fut conduit au même lieu d’exil que son prédécesseur. L’année suivante ce fut le tour du patriarche d’Antioche, Flavien, et en 516 celui du patriarche de Jérusalem, Élias. En 515, le pape Hormisdas déclara la déposition de Macédonius II illégale, tout en continuant à exiger la condamnation de la mémoire d’Acace,,.
Tout changea avec l’avènement de l’empereur Justin Ier (né en 450 ou 452 - emp. 518 - † 527), un ardent chalcédonien. Dès son arrivée au pouvoir, il convoqua un concile d’une quarantaine d’évêques locaux qui réaffirmèrent leur adhésion à la doctrine de Chalcédoine et demandèrent au patriarche Jean de négocier avec le pape Hormisdas la fin du schisme. Justin lui-même envoya Gratius, son magister memoriae négocier avec le pape et, le 28 mars 519, révoqua l’Henotikon ; les noms d’Acace et de ses quatre successeurs furent rayés des diptyques, de même que ceux des empereurs Zénon et Anastase. L’empereur se rangeait à la position de Rome qui triomphait sur toute la ligne,,. Le schisme d’Acace avait pris fin.

## Source
- (en) Cet article est partiellement ou en totalité issu de l’article de Wikipédia en anglais intitulé « Patriarch Acacius of Constantinople » (voir la liste des auteurs).